# Can Parera (Aiguaviva)
Can Parera és un edifici del municipi d'Aiguaviva (Gironès) que forma part de l'Inventari del Patrimoni Arquitectònic de Catalunya.

## Descripció
És una interessant masia típica d'aquesta zona gironina de mas humil i d'explotació familiar encarada al sud. En aquest sector conserva les seves característiques originals, a destacar les parets arrebossades i un lleuger esgrafiat decoratiu. Els ràfecs, el rellotge de sol, la porta de mig punt amb dovelles, així com el porxo adossat. Interiorment cal destacar els escaires de fusta i canya, la rajola de la cuina, la llar. Dates que oscil·len entre el 1741 i 1811, amb el nom de Joan Parera i alguna de 1732.